# 科里加內克 (阿拉斯加州)
科里加內克（英語：Koliganek）是位於美國阿拉斯加州迪靈漢人口普查區的一個非建制地區和人口普查指定地區。根據2010年美國人口普查，該地人口為209人，而該地的面積約為43.36平方千米。

## 地理
科里加內克的座標為59°43′44″N 157°16′38″W / 59.72889°N 157.27722°W，而該地的平均海拔高度為60米（即210英尺）。